# OUP-16
OUP-16是一种含氮有机化合物，分子式C11H16N6O，可用作组胺激动剂，能选择性激动组胺H4受体。